# Villa d'Hietalahti
La villa d'Hietalahti (finnois : Hietalahden Villa) ou villa Sandviken (suédois : Sandviksvillan) est un bâtiment du quartier d'Hietalahti de Vaasa en Finlande,,.

## Présentation
La villa en bois est construite en 1845 dans le parc d'Hietalahti.
La partie de la villa d'origine de deux étages est un manoir de style Empire de deux étages. 
La partie du restaurant de forme semi-circulaire de style fonctionnaliste est achevée en 1939,.